# Speakers' Corner

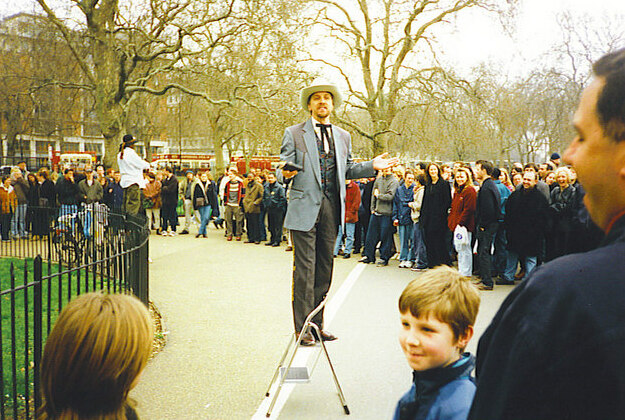
Speakers' Corner samlar varje helg mängder med åhörare för att lyssna på olika fria talare.

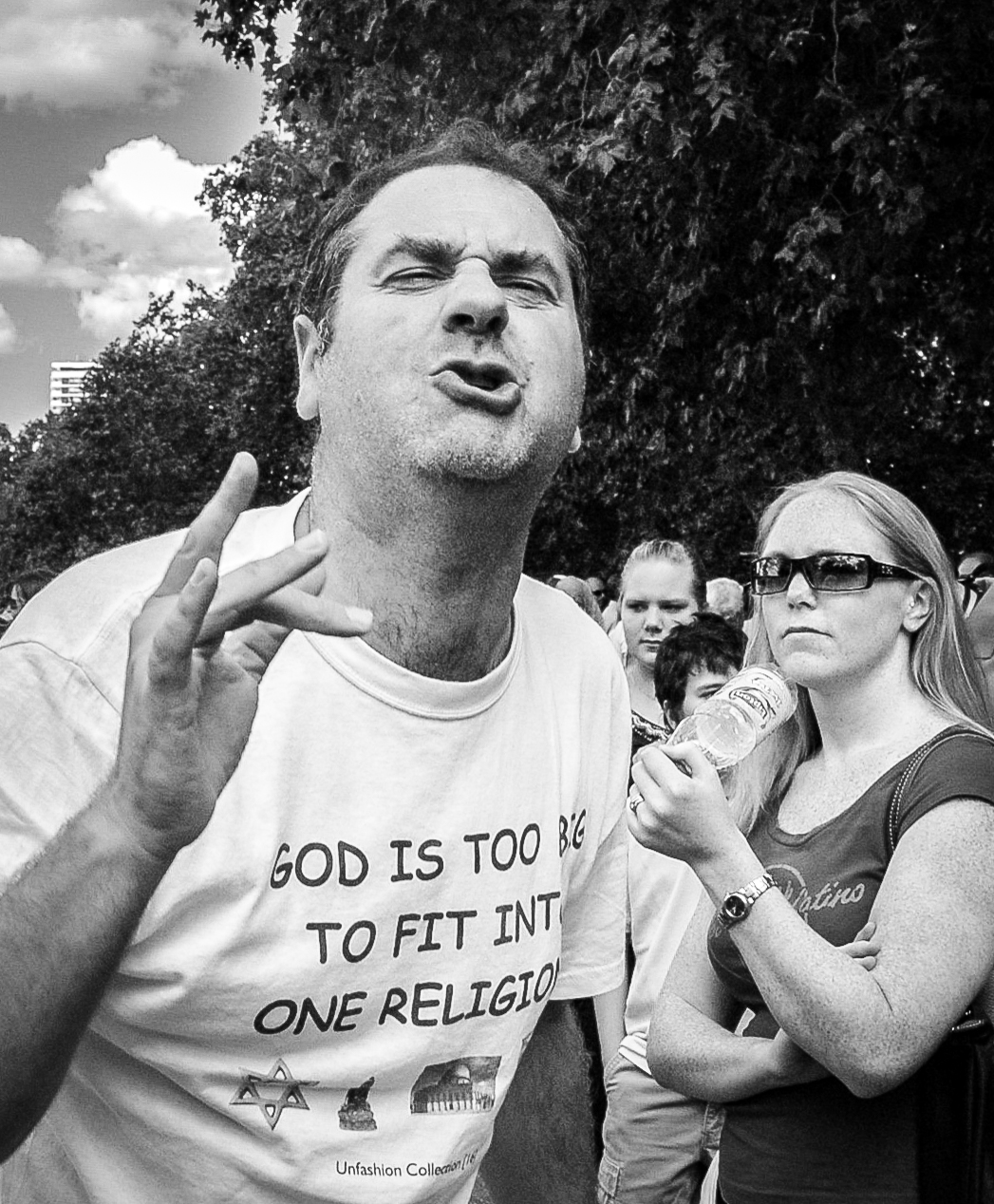
Engagerad talare om vikten att tro på Gud.

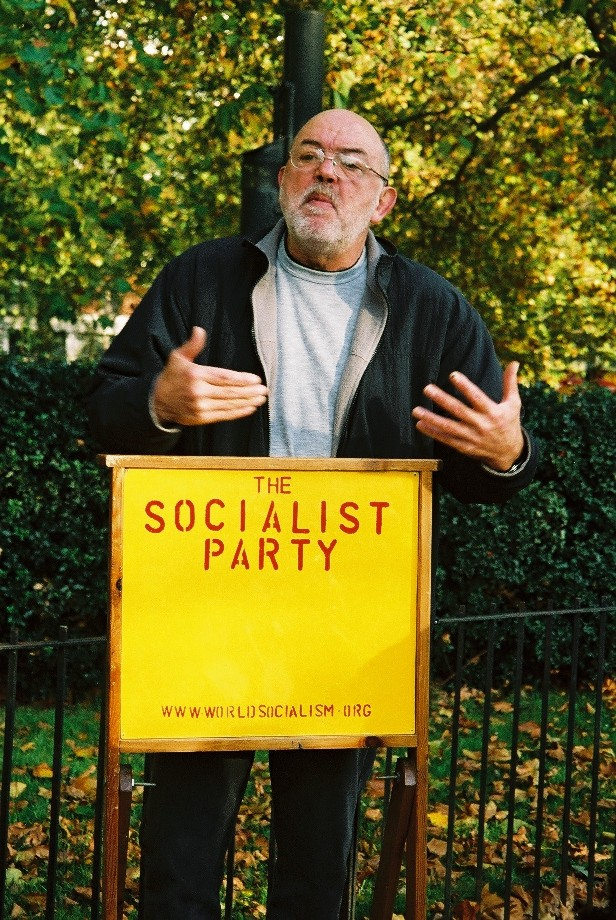
En man från det marxistiska partiet SPGB talar emot kapitalism 2004.

Speakers' Corner (engelska för 'talares hörna') är en plats där det är tillåtet för vem som helst att hålla offentliga tal. 
Speakers' Corner har London, men även på andra platser och i andra länder. Tvärtom mot vad många tror är man inte immun mot lag eller åtnjuter total yttrandefrihet, men det finns heller inga ämnen som är särskilt förbjudna. Man får tala så länge som polisen inte ingriper, men polisen är oftast tolerant och ingriper normalt endast om det kommer många klagomål eller om talen är obscena eller opassande. 

## Speakers' Corner i Hyde Park
Den mest kända Speakers' Corner är kanske det i det nordöstra hörnet av Hyde Park i London, nära Marble Arch. Denna diskussionsplats kom till efter oroligheter i parken 1855, då parkbesökare var mycket upprörda över en lag som förbjöd handel på söndagar (den enda dag de var lediga). 1872 etablerades en fast plats diskussionsplats här via en lag i parlamentet.
Idag är det främst förespråkare för idéer som inte kan spridas i vanliga media som söker sig till parkhörnet. Under årens lopp har även en lång rad mer namnkunniga talare stämt upp sin röst i Hyde Park, däribland Karl Marx, Vladimir Lenin, George Orwell och William Morris.
Av de cirka hundratalet allmänna diskussionsplatserna i London, etablerade mellan 1855 och 1939, är den i Hyde Park den enda som återstår på 2000-talet.